# ボスニア・ヘルツェゴビナ国有鉄道IIIc5形蒸気機関車

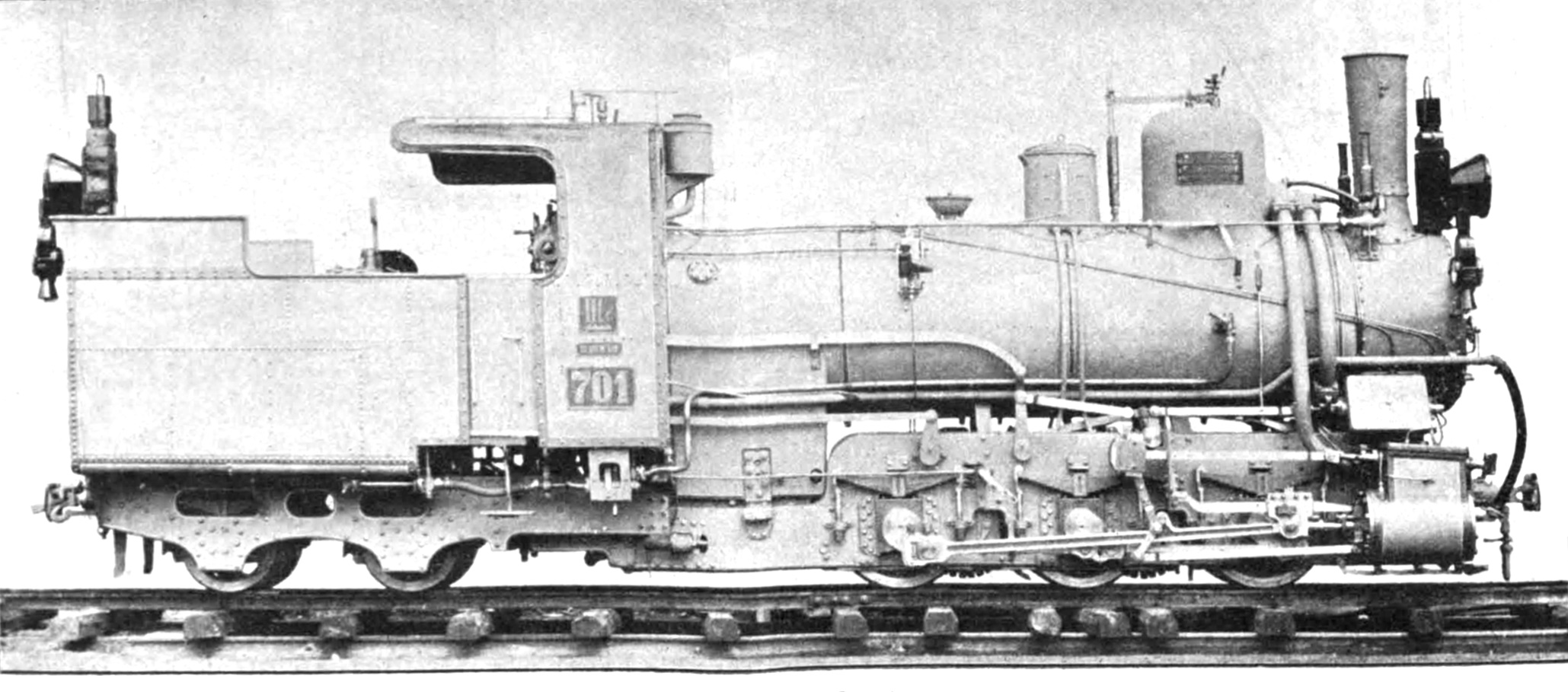
IIIc5形の工場完成写真

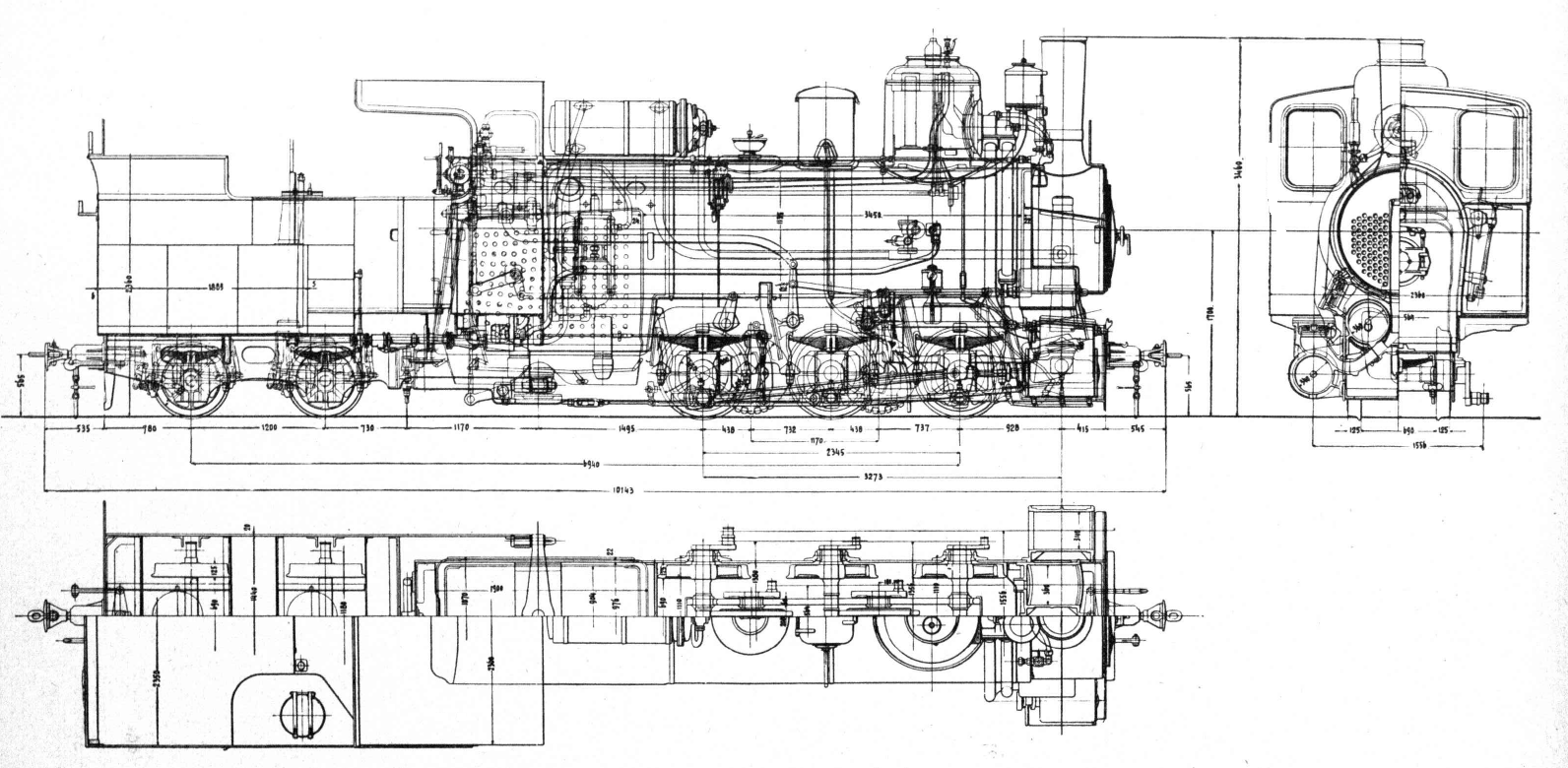
IIIc5形の組立図

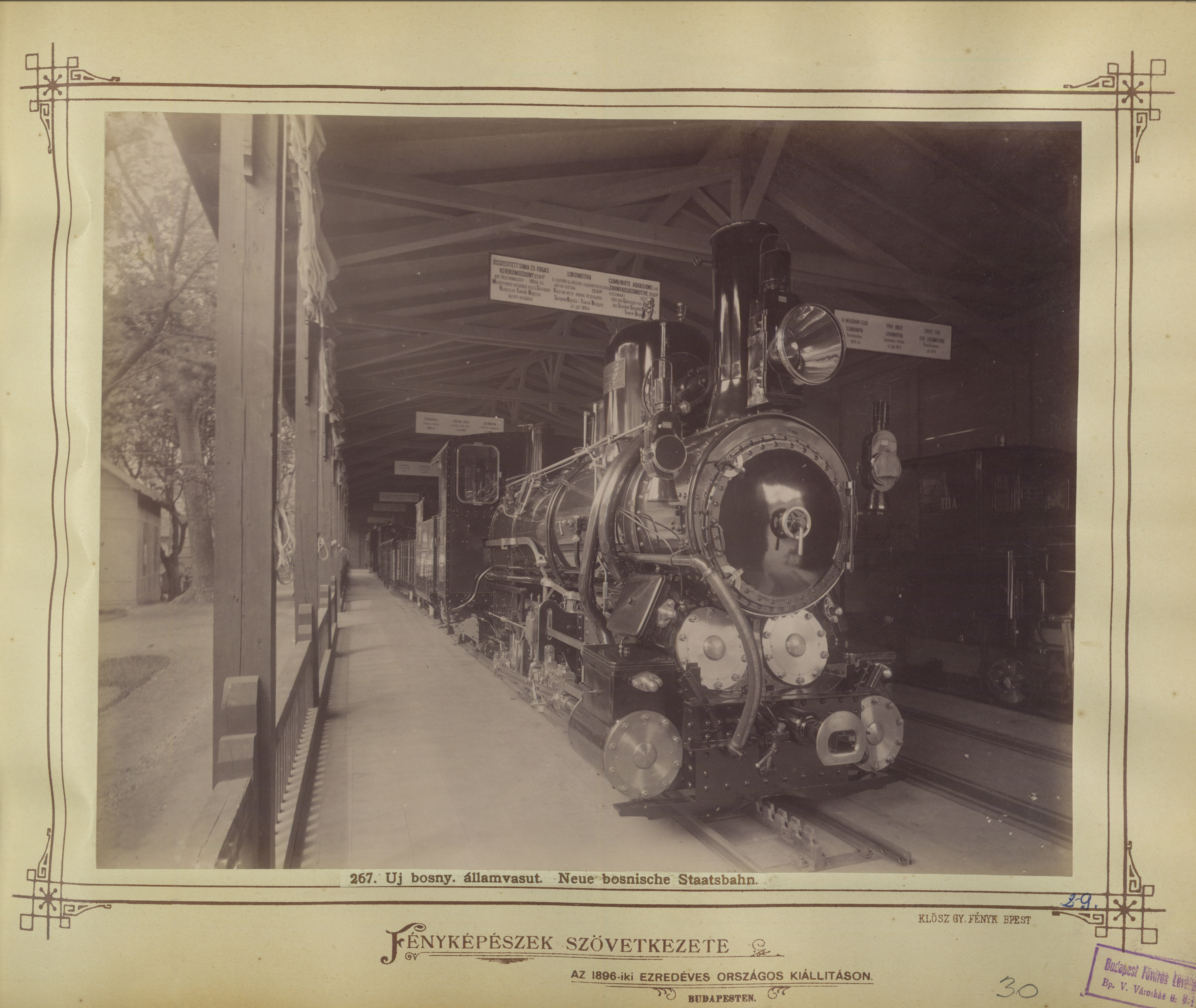
新造後にブダペスト市内で展示されたIIIc5 705号機、煙室扉下部の2つの円形のものがラック式駆動装置用のシリンダ、1896年

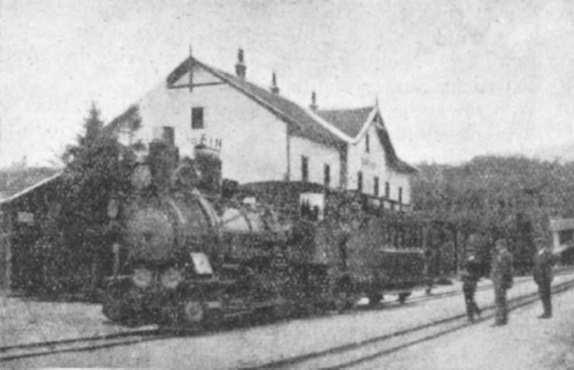
IIIc5形が牽引する列車、Tarčin駅、1903年

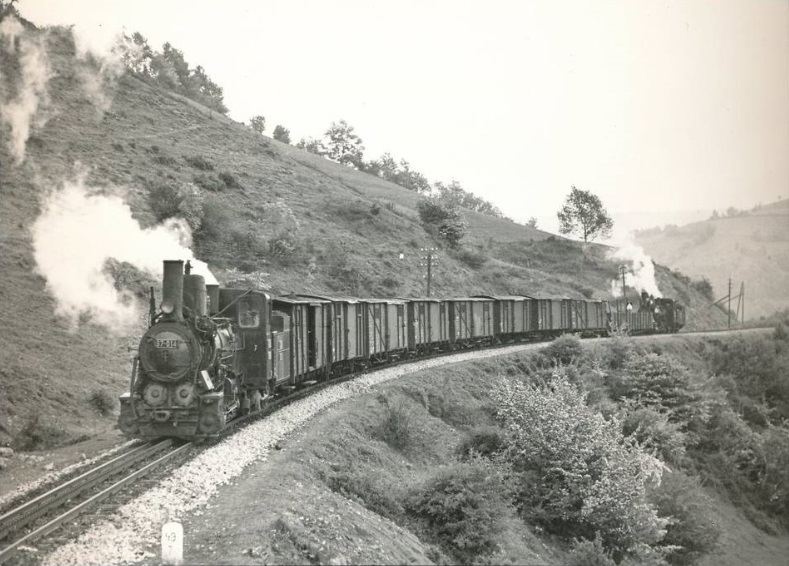
ラック区間で重連で列車を牽引する97形014号機、もとIIIc5形714号機ほか

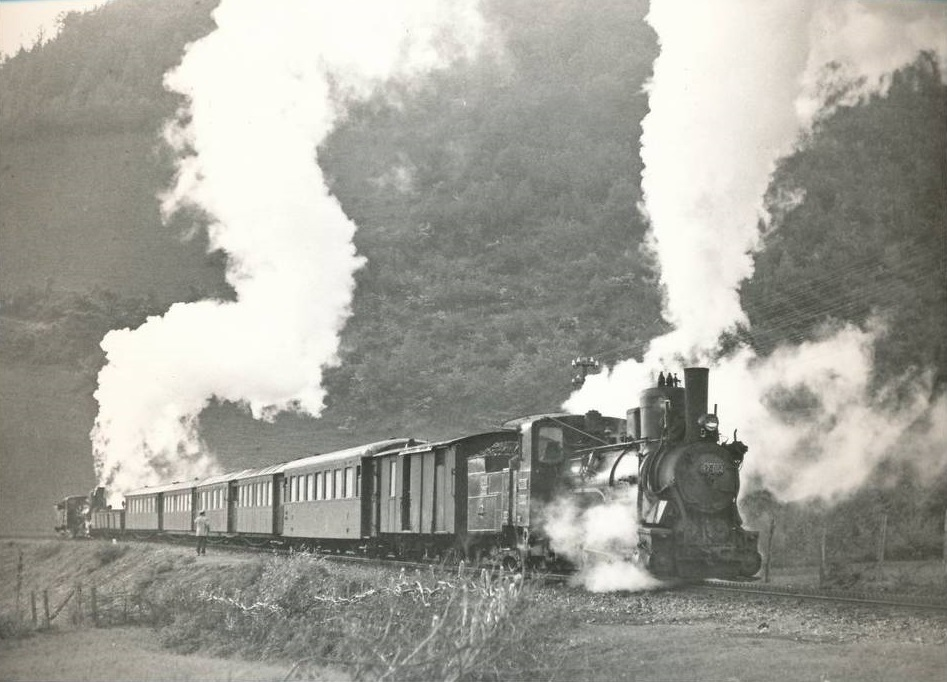
同じくラック区間で重連で列車を牽引する97形

ボスニア・ヘルツェゴビナ国有鉄道IIIc5形蒸気機関車（ボスニア・ヘルツェゴビナこくゆうてつどうIIIc5がたじょうききかんしゃ）は、現在ではボスニア・ヘルツェゴビナとなっている共同統治国ボスニア・ヘルツェゴヴィナのボスニア・ヘルツェゴビナ国有鉄道（Bosnisch-Herzegowinische Staatsbahnen（BHStB）、1908年以降Bosnisch-Herzegowinische Landesbahnen（BHLB））で使用された山岳鉄道用ラック式蒸気機関車である。

## 概要
現在のボスニア・ヘルツェゴビナでは、オーストリア＝ハンガリー二重帝国配下であった共同統治国ボスニア・ヘルツェゴヴィナ時代の1880年代以降、二重帝国ボスナ鉄道、ボスニア・ヘルツェゴビナ国有鉄道、二重帝国軍用鉄道などによって各地にボスニアゲージと呼ばれる760mm軌間の鉄道が建設されていた。これらの路線のうち2路線が急勾配に対応するためラック式鉄道となっており、そのうちの1路線がサラエヴォからアドリア海方面への路線として、コニツ、モスタルを経由してメトコヴィチへ至っていた全長178kmの幹線であるネレトヴァ線で1885年-91年に開業しており、もう1路線は1879年–82年に建設されたブロドからサラエヴォに至る全長355kmのボスナ線のラシュヴァから、トラヴニク、ドニ・ヴァクフを経由してブゴイノに至り、計画ではクロアチアのアドリア海沿海の都市であるスプリトまでの建設を予定していた全長70kmのスプリト線として1893年-94年に開業している。これらの路線のうち、ネレトヴァ線では途中ボスナ川流域からイヴァン峠を越えてネレトヴァ川流域に至る区間が最急勾配60パーミル、アプト式のラック式鉄道として、スプリト線では途中コマル峠を越える区間が最急勾配45パーミル、同じくアプト式のラック式鉄道として建設されていた。
本形式は1894年のスプリト線の開業に合わせて、同線の45パーミルで150tの列車を牽引するとともに、ネレトヴァ線では、1891年製で60パーミルで60tの列車を牽引可能であったIIIb4形41-48号機の増備として、60パーミルで120tの列車を牽引することができる性能を持つIIIc5形の701-738号機として導入された機体であり、現在のオーストリアのフロリッツドルフに工場を持っていたフロリッツドルフ機関車工場で製造されている。なお、同社はオーストリア・ハンガリー帝国内で唯一アプト式蒸気機関車の製造権を有しており、同じボスニア・ヘルツェゴビナ国有鉄道のIIIb4形およびVIc7形も同じ製造所で製造されている。また、本形式の形式称号の"III"は動軸3軸、"c"は自重35t以上、"5"は全軸数を表すもので表すものであったが、ユーゴスラビア国鉄時代の1933年の称号改正により、全機が97形となっている。この付番方法では蒸気機関車のうち、01-49形が標準軌のテンダ式、50-69形が標準軌のタンク式、70-94形が760mm軌間、95-98形が760mm軌間のラック式、99形が600mm軌間と分類され、経年の進んでいた機体にはこれらに100を加えた形式名とされていた。また、本形式のメーカーのフロリッツドルフ機関車工場での型式は510型であった。
本形式はIIIb4形を出力増強するとともに、タンク式からテンダ式とした、車軸配置Czz2tのラック式蒸気機関車であり、3軸の動軸の間に2軸のラック区間用ピニオンを配して、それぞれを別個の駆動装置で駆動する4シリンダ（2気筒単式×2）のものとなっており、ラック区間用ピニオンの装荷および駆動方式もIIIb4形に引続きアプト式を採用している。ラック式鉄道で使用される蒸気機関車のうち、粘着式とラック式双方の駆動装置を装備する機体は、粘着動輪とラックレール用ピニオンの負荷を適切に分担させる必要があることと、一般的には粘着動輪とピニオンの径が異なるため、それぞれを別個に駆動して異なる回転数で動作させる必要があることから、初期に製造された機体を除き、4シリンダ式としてシリンダーおよび弁装置2式を装備するものがほとんどであり、主にラック区間用ピニオンの配置方法などの違いにより、ヴィンタートゥール式、アプト式、ベイヤー・ピーコック式ほか名称の無いものも含めいくつかの方式が存在していた。本形式に採用されたアプト式は、動輪の前後車軸間に駆動用のピニオンを装備した中間台枠を渡し、これを粘着式駆動装置用のシリンダの間に配置したラック式駆動装置用のシリンダで駆動する方式で、ピニオンが動輪の車軸に装荷されるため、ラックレールとピニオンの嵌合が機関車本体の動揺の影響を受けないという特徴があった。なお、この方式はラックレールのアプト式を考案したのと同じカール・ローマン・アプトが考案したもので、信越本線碓氷峠で使用された1892年エスリンゲン製の国鉄3900形と同方式であった。また、本形式は小径の動輪と、動輪群の後部に広火室を配した比較的大径のボイラーを組み合わせた低重心のオーストリア＝ハンガリー帝国の狭軌鉄道における標準的な形態の機関車であり、外観デザイン等も他形式と類似のものとなっている。
なお、本形式はボスニア・ヘルツェゴビナ国有鉄道IIIc5形として運行されていたが、ボスニア・ヘルツェゴビナ国鉄は1908年のボスニア・ヘルツェゴビナ併合にともなってオーストリア＝ハンガリー帝国のボスニア・ヘルツェゴビナ地方鉄道に改称している。さらにその後ボスニア・ヘルツェゴビナ地域は1914年-18年の第一次世界大戦およびオーストリア＝ハンガリー帝国の解体を経て1918年に成立したセルビア人・クロアチア人・スロベニア人王国（1929年に国名をユーゴスラビア王国に変更）に属することとなったことに伴い、ボスニア・ヘルツェゴビナ地方鉄道の路線は同国国鉄であるセルビア人・クロアチア人・スロベニア人王国鉄道（1929年にユーゴスラビア国有鉄道に名称変更）の路線となってIIIc5形も同国鉄の所有となった。この間、1906年には車軸配置(2zz)B2tのマレー式のラック式蒸気機関車で60パーミルで150tを牽引可能なVIc7形の751、752号機が試作されたが量産には至らなかったことと、輸送量が増加していたことから、本形式はIVa5形とともに第一次世界大戦の間も含め引続き増備が続けられて1919年までに38機が導入されたほか、1933年には前述のとおり称号改正が実施されてIIIc5形から97形に形式変更となっている。
1941年にはクーデターやユーゴスラビア侵攻によりユーゴスラビア王国が実質的に崩壊し、ユーゴスラビア王国の鉄道はクロアチア独立国のクロアチア国鉄やセルビア救国政府のセルビア国鉄および占領していたドイツ、ハンガリー、イタリア、ブルガリア各国の国鉄が運行するようになったほか、パルチザンが運営する民族解放軍営鉄道がその支配地域で運行されていたが、本形式は1941年時点では全機がクロアチア国鉄が運行していた。
1945年にはユーゴスラビア連邦人民共和国が成立し、97形は再度ユーゴスラビア国鉄の所属となり、その後1952年にはユーゴスラビア国鉄の後身としてユーゴスラビア鉄道が発足しているほか、1963年には国名がユーゴスラビア社会主義連邦共和国に変更となっている。こうした流れの中でユーゴスラビア鉄道では鉄道の近代化の一環として760mm軌間のうち主要路線は標準軌に転換するともに、不要路線を廃止することとなり、1980年代までに760mm軌間の鉄道は全廃されているが、本形式は後継となるラック式機関車が導入されなかったため1966年のネレトヴァ線の標準軌路線への転換や1975年のスプリト線の廃止まで運行されていた。
なお、本形式は1894年から1919年にかけての長期にわたり導入が続けられており、1形式で38機という機体数はイタリア国鉄が1911年-29年にシチリア島のラック式鉄道に導入したR370蒸気機関車の48機に次ぐ、欧州二番目の機数のラック式機関車となっている。
本形式の製造年ごとのフロリッツドルフ機関車工場の製番、ボスニア・ヘルツェゴビナ国有鉄道（BHStB/BHLB）機番、セルビア人・クロアチア人・スロベニア人王国鉄道（SHS）機番、ユーゴスラビア国鉄/ユーゴスラビア鉄道（JDŽ/JŽ）形式機番は以下のとおりである。
| 製造年 | 製造所                     | 製番                     | 機番（BHStB/BHLB） | 機番（SHS） | 形式機番（JDŽ/JŽ） |
| ------ | -------------------------- | ------------------------ | ------------------ | ----------- | ------------------ |
| 1894年 | フロリッツドルフ機関車工場 | 913-914                  | 701-702            | 701-702     | 97-001-002         |
| 1895年 | フロリッツドルフ機関車工場 | 957-958                  | 703-704            | 703-704     | 97-003-004         |
| 1896年 | フロリッツドルフ機関車工場 | 1001/1033-1034           | 705-707            | 705-707     | 97-005-007         |
| 1900年 | フロリッツドルフ機関車工場 | 1035-1336/1342/1431-1432 | 708-712            | 708-712     | 97-008-012         |
| 1901年 | フロリッツドルフ機関車工場 | 1465-1467                | 713-715            | 713-715     | 97-013-015         |
| 1904年 | フロリッツドルフ機関車工場 | 1562-1563                | 716-717            | 716-717     | 97-016-017         |
| 1908年 | フロリッツドルフ機関車工場 | 1802-1805                | 718-721            | 718-721     | 97-018-021         |
| 1911年 | フロリッツドルフ機関車工場 | 2020-2021/2087           | 722-724            | 722-724     | 97-022-024         |
| 1912年 | フロリッツドルフ機関車工場 | 2088                     | 725                | 725         | 97-025             |
| 1913年 | フロリッツドルフ機関車工場 | 2147-2149                | 726-728            | 726-728     | 97-026-028         |
| 1914年 | フロリッツドルフ機関車工場 | 2188-2189                | 729-730            | 729-730     | 97-029-030         |
| 1915年 | フロリッツドルフ機関車工場 | 2252-2255                | 731-734            | 731-734     | 97-031-034         |
| 1919年 | フロリッツドルフ機関車工場 | 2555-2558                |                    | 735-738     | 97-036-038         |

## 仕様

### 走行装置
- 主台枠は22mm厚の鋼板製で外側台枠式の板台枠、シリンダブロックは鋳鉄製で、曲線通過性能の確保のためIIIa4形などと同様にテンダーの台枠を前方に延長し、火室下部に支点を設けている。動輪、従輪は車軸配置C2tに配置されており、動輪は800mm径、テンダーの従輪は650mm径のいずれもスポーク車輪である。ラック方式はラックレール2条のアプト式で、ピッチ120mm、歯末たけ15mm、歯先レール面上高50mm、歯厚20mmとなっている。ラック式ピニオンの配置はIIIb4形と同方式であり、第1動輪と第3動輪間の間の主台枠内側に有効径688mmでブレーキドラム併設のラック区間用ピニオン2軸を1170mmの間隔で第1-第2動輪間および第2-第3動輪間に装備した中間台枠を第1・第3動輪の車軸に乗掛ける形で装荷し、第2動輪の車軸はこの中間台枠の間を通過する形として、車軸配置をCzz2tとしている。通常アプト式のラック式駆動装置を有する機体では2軸の動軸の間の軸距を広くとってその間に2軸のピニオンを配するが、本形式では軸距を抑制するためこのような方式となっている。
- シリンダは粘着動輪用とピニオン用とそれぞれ2シリンダ単式の4シリンダ式で、左右台枠外側に粘着動輪駆動用のシリンダを水平に、内側にピニオン駆動用のシリンダを後傾させて配置している。また、弁装置は粘着式駆動装置、ラック式駆動装置ともにジョイ式で、主動輪は粘着動輪は第3動輪となっている。ピニオンに関しては第1、第2ピニオン間に第2動輪の車軸が通るため、ピニオン間をサイドロッドで接続することができないことから、それぞれのピニオンにクロスヘッドと主連棒が設置され、この2つのクロスヘッドを連結棒により接続してピストン棒から第1ピニオンのクロスヘッドに伝達された推進力を連結棒により第2ピニオンのクロスヘッドに伝達する方式となっている。
- ボイラーは煙管長3457mm、全伝熱面積が88.00m2の飽和蒸気式であり、逆転ハンドルは粘着動輪用/ピニオン用共用、加減弁およびそのハンドルはそれぞれ個別のもので、これにつながる蒸気管2組4本は蒸気溜から外部に出てボイラー外を経由してシリンダに供給されている。また、ボイラー上にはドーム形状の蒸気溜と砂箱が設置されている。
- 運転室は機関車後部のオーバーハングを抑制するために機関車後部からテンダー前部にかけて設けられ、壁面および屋根も機関車とテンダーにそれぞれに分離して設置されて機関車後部にはほとんど床面が無く、機関士、機関助士は主にテンダー側および連結部の床面に立って運転操作を行うものであった
- 連結器はピン・リンク式連結器で、ねじ式連結器としても使用できるよう、ピン・リンク式連結器の左右にフックとリングを装備している。また、併せて真空ブレーキ用の連結ホースを装備している。
- ブレーキ装置は反圧ブレーキ、手ブレーキ及び真空ブレーキで、基礎ブレーキ装置は踏面ブレーキが、ラック式ピニオン2基に併設されたブレーキドラムにバンドブレーキが装備されている。

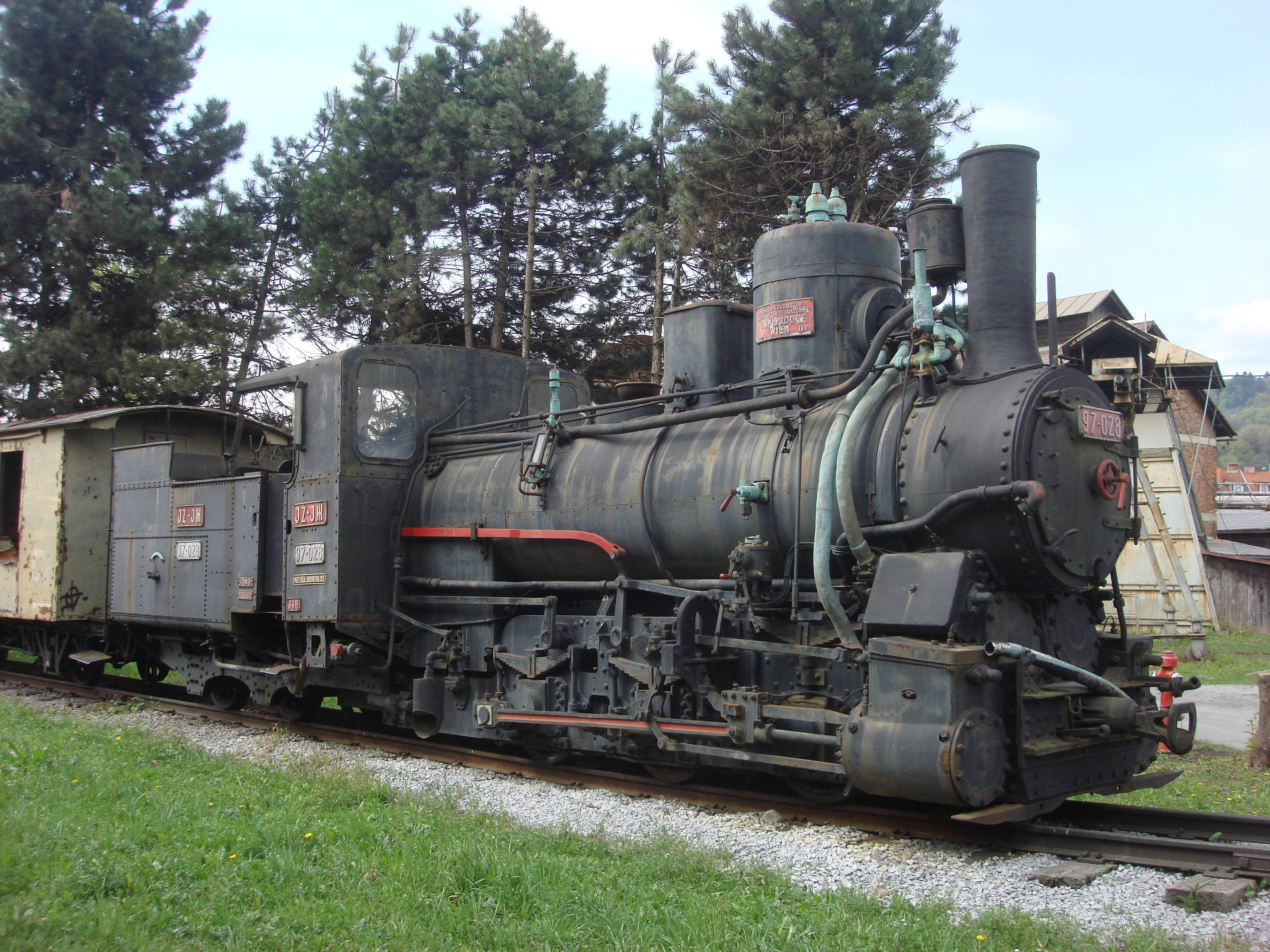
スロベニアの博物館で保存されるユーゴスラビア国鉄97形028号機、もとボスニア・ヘル ツェゴビナ国有鉄道IIIc5形728号機
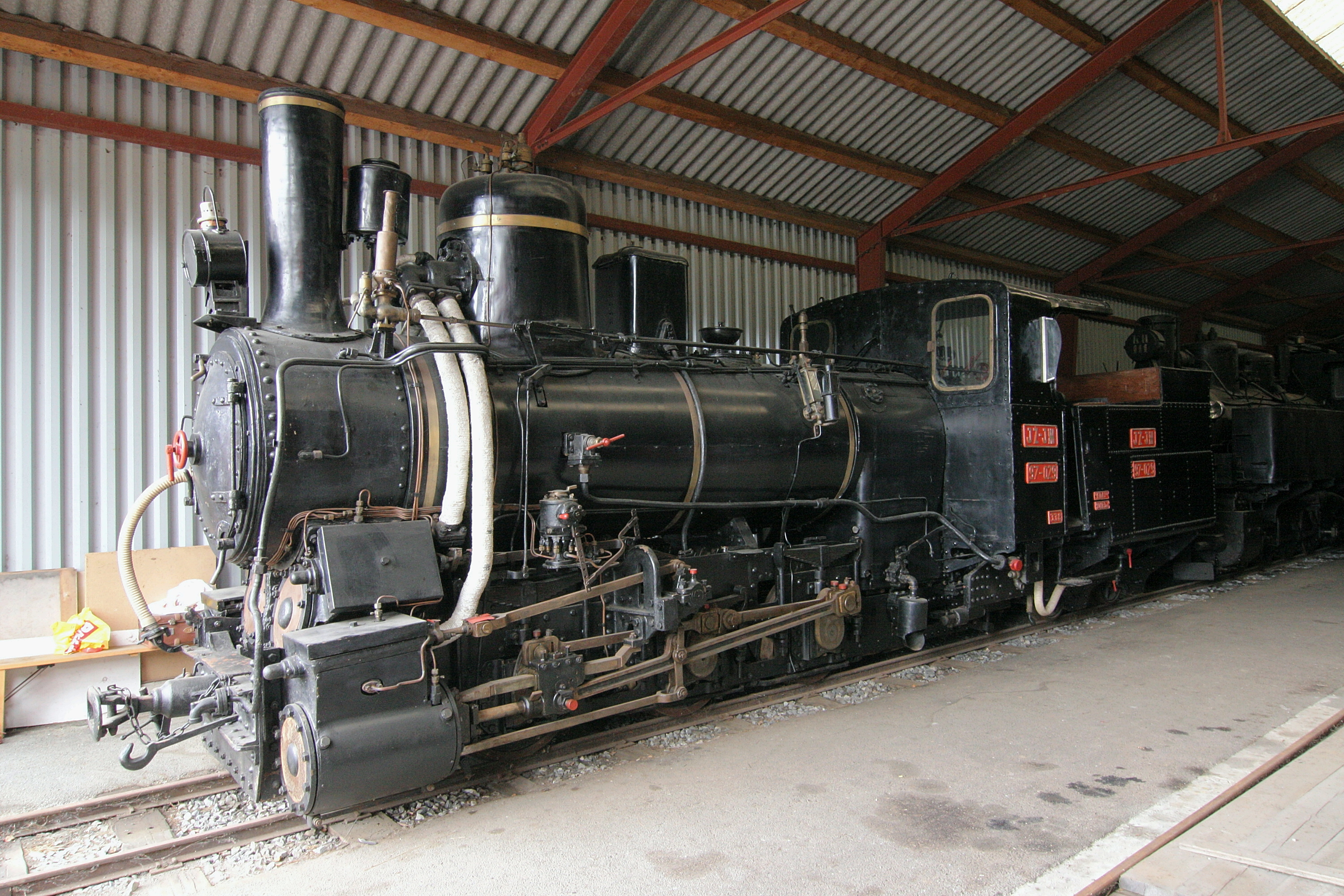
鉄道車両保存団体のClub 760で保存されている97形029号機、もとIIIc5形729号機
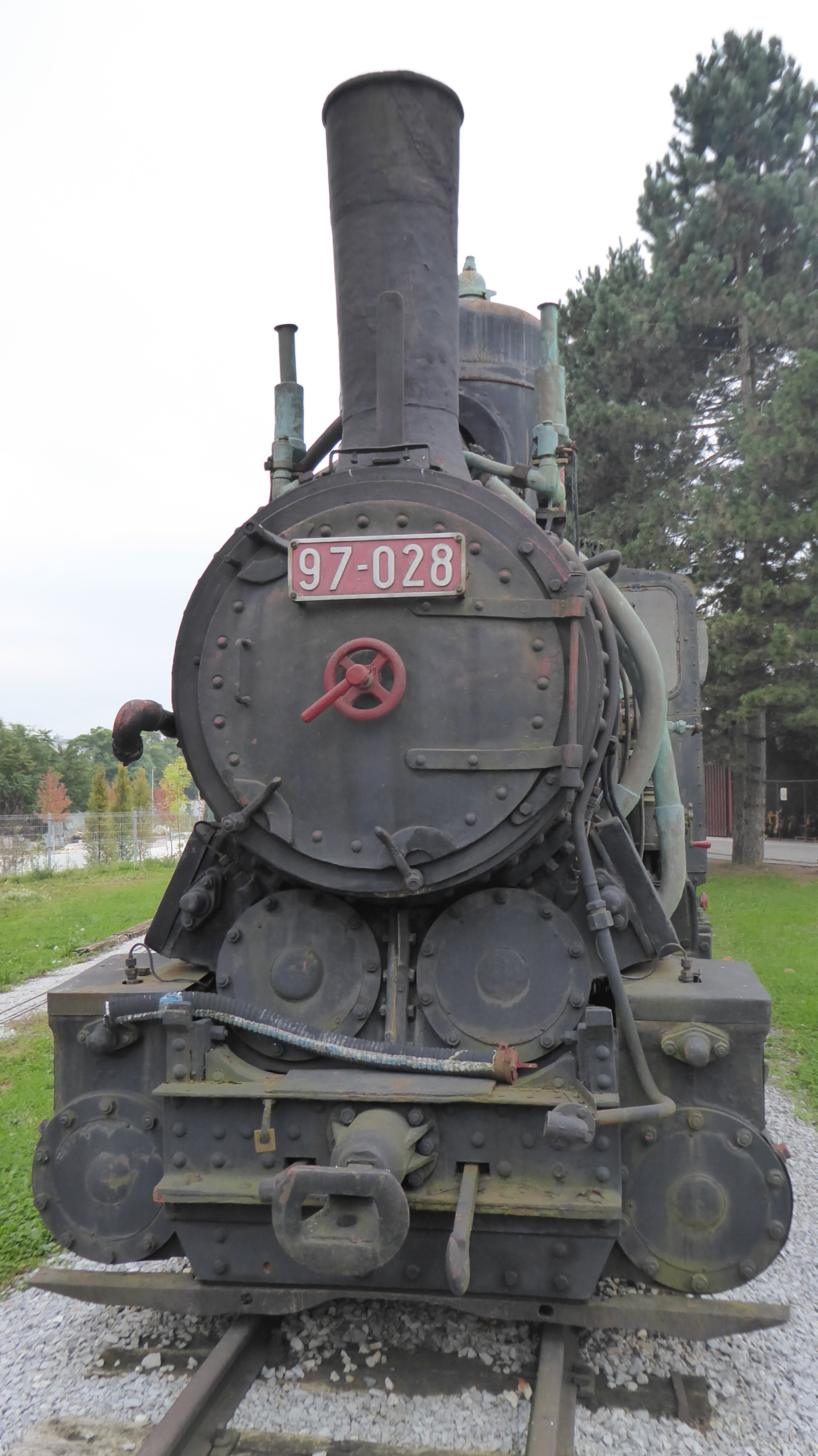
97形028号機の正面、下部中央部の2つのシリンダがラック式同装置用、左右のシリンダが粘着式駆動装置用
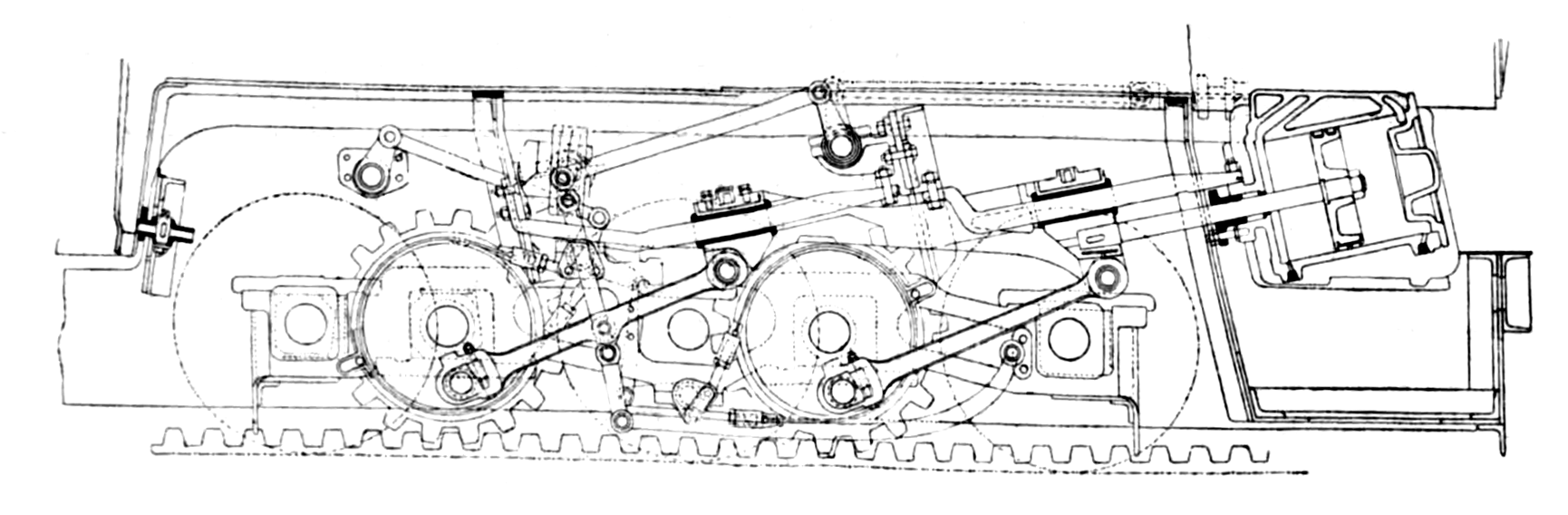
IIIc5形のラック式駆動装置、図右側のピニオン駆動用シリンダから2軸のピニオンへ、2組のクロスヘッドと主連棒によって動力が伝達される、2つのクロスヘッドは連結棒で接続される
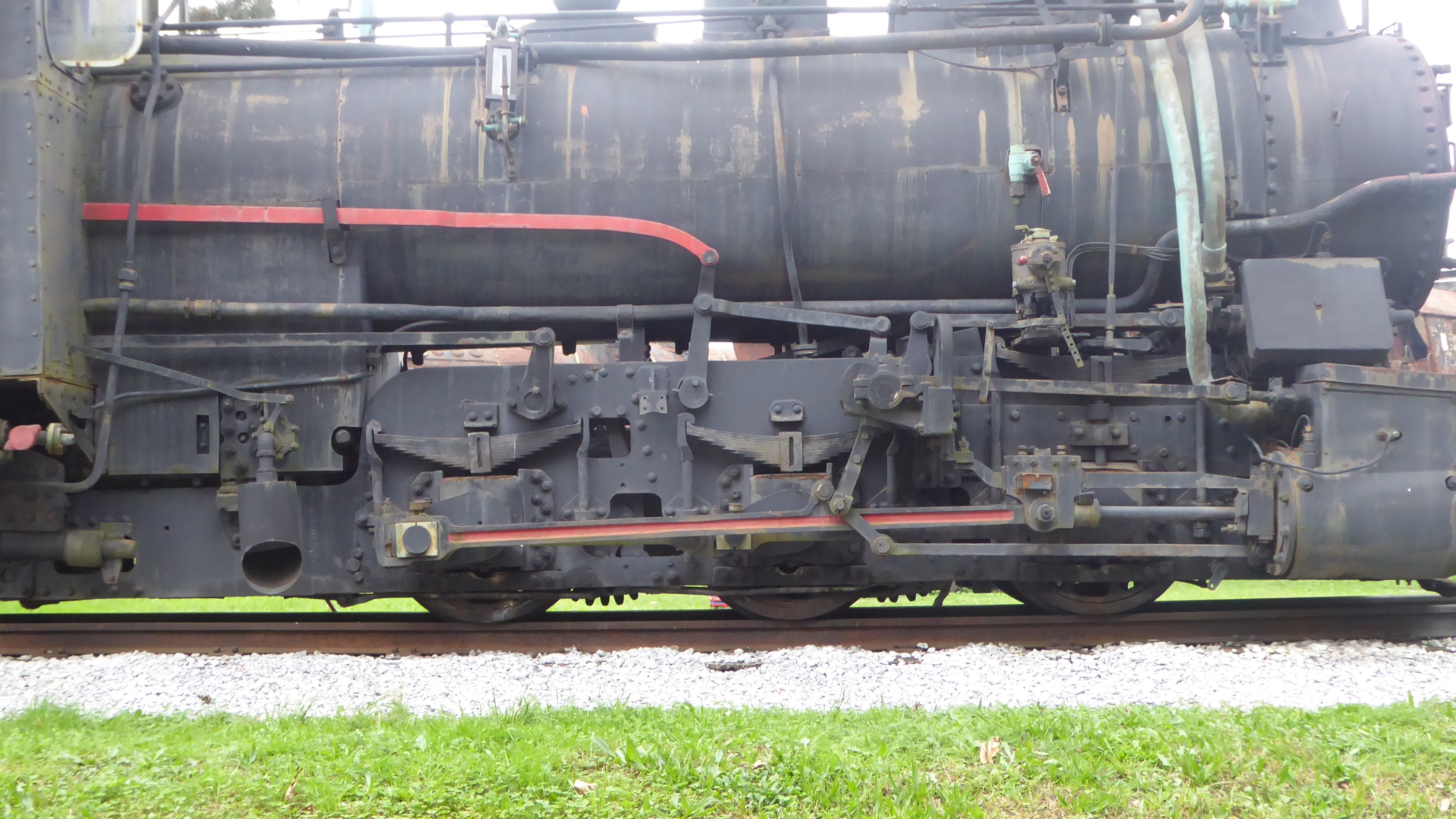
外側台枠式の走行装置外観、写真右側の粘着動輪駆動用シリンダおよび弁装置の上部にピニオン駆動用シリンダの弁装置が設置される
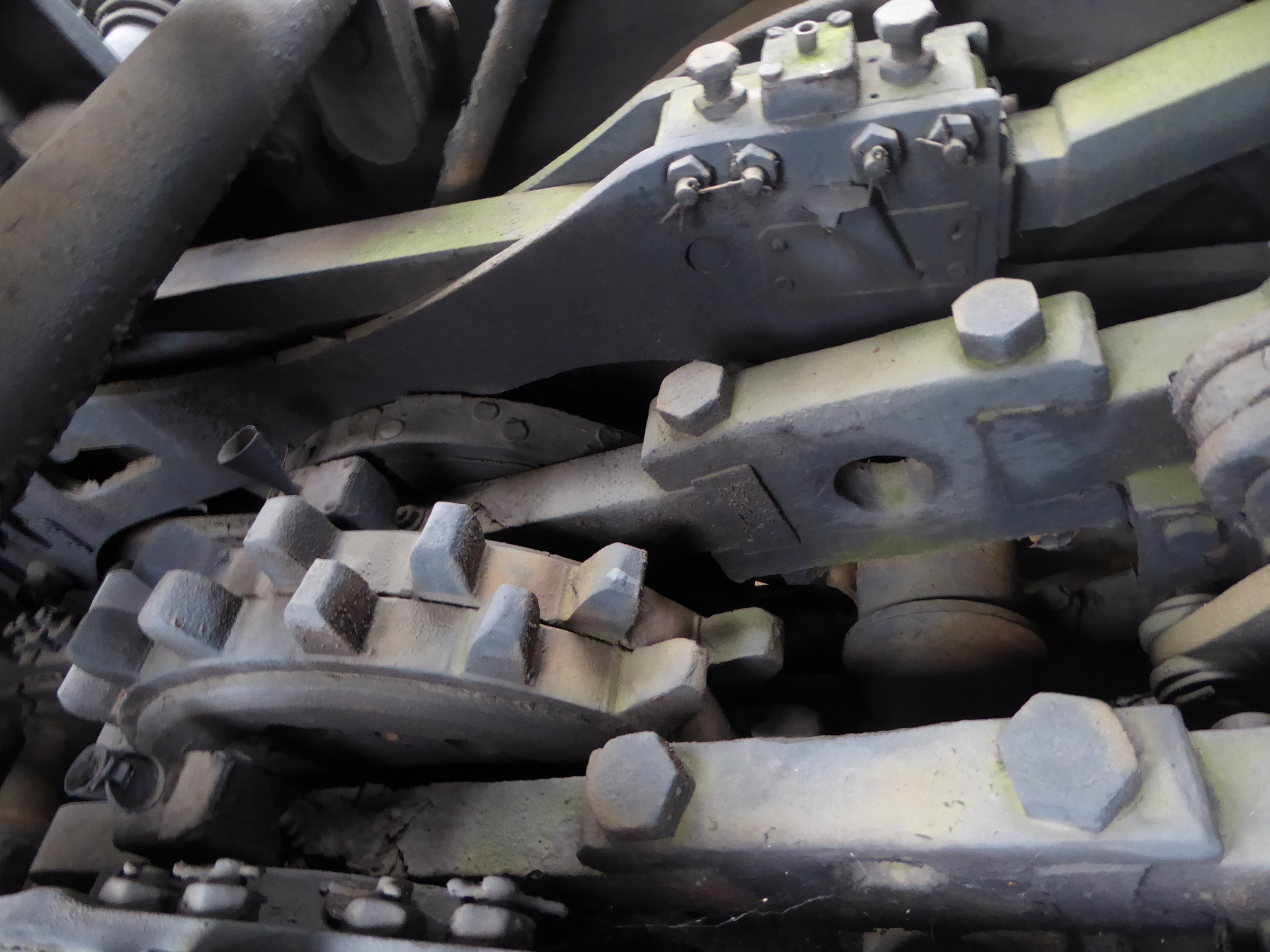
ラック式区間用ピニオンとその駆動装置（写真左側が機関車前位側）、写真左側が第1ピニオン、中央上部は右側写真外にある第2ピニオン駆動用のクロスヘッド、クロスヘッドはその左右の板状の連結棒で左側写真外にある第1ピニオン駆動用のクロスヘッドと連結される
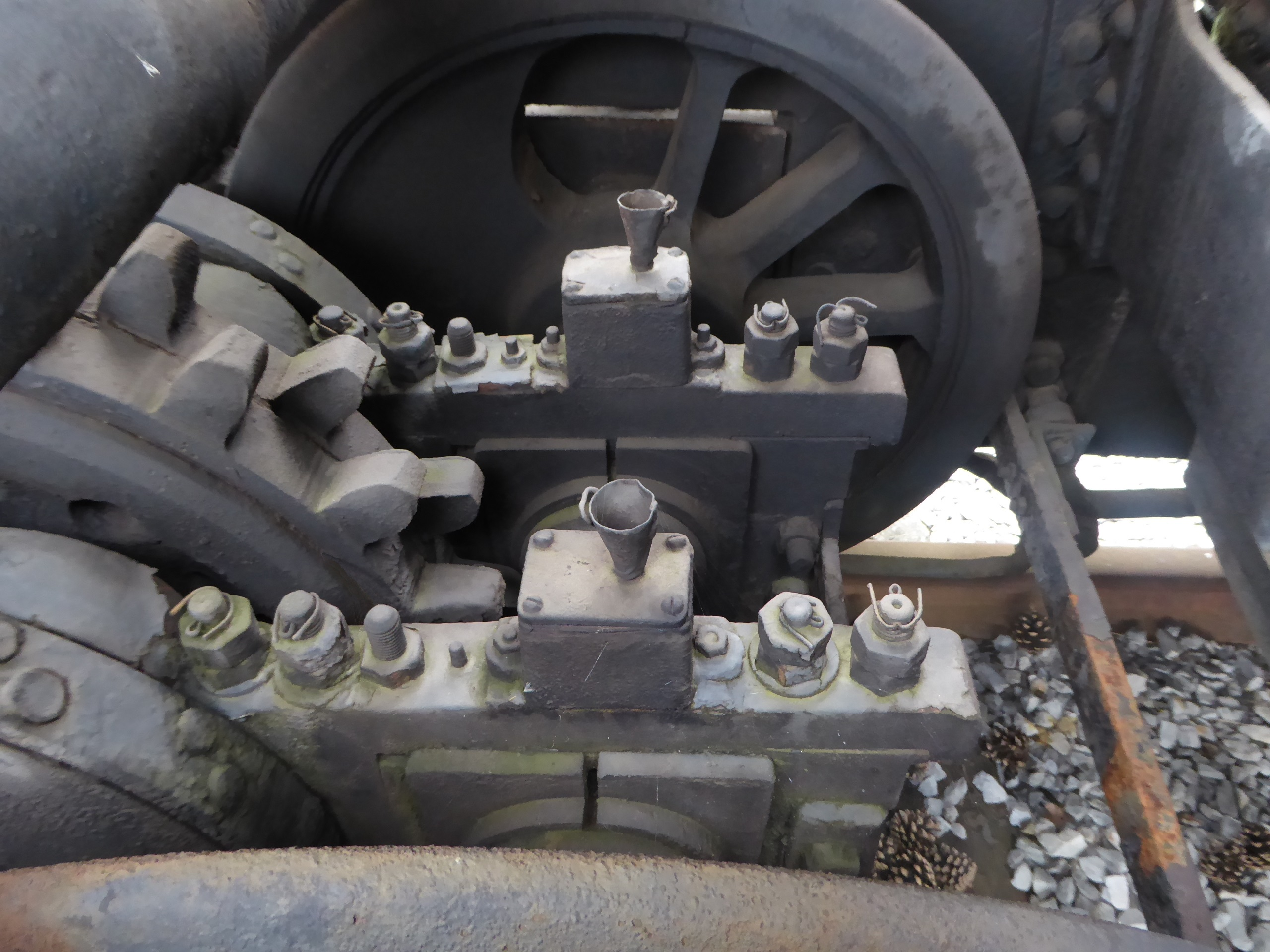
第3動輪の車軸部分（写真左側が機関車前位側）、車軸内側にラック式駆動装置を搭載した台枠が装荷される
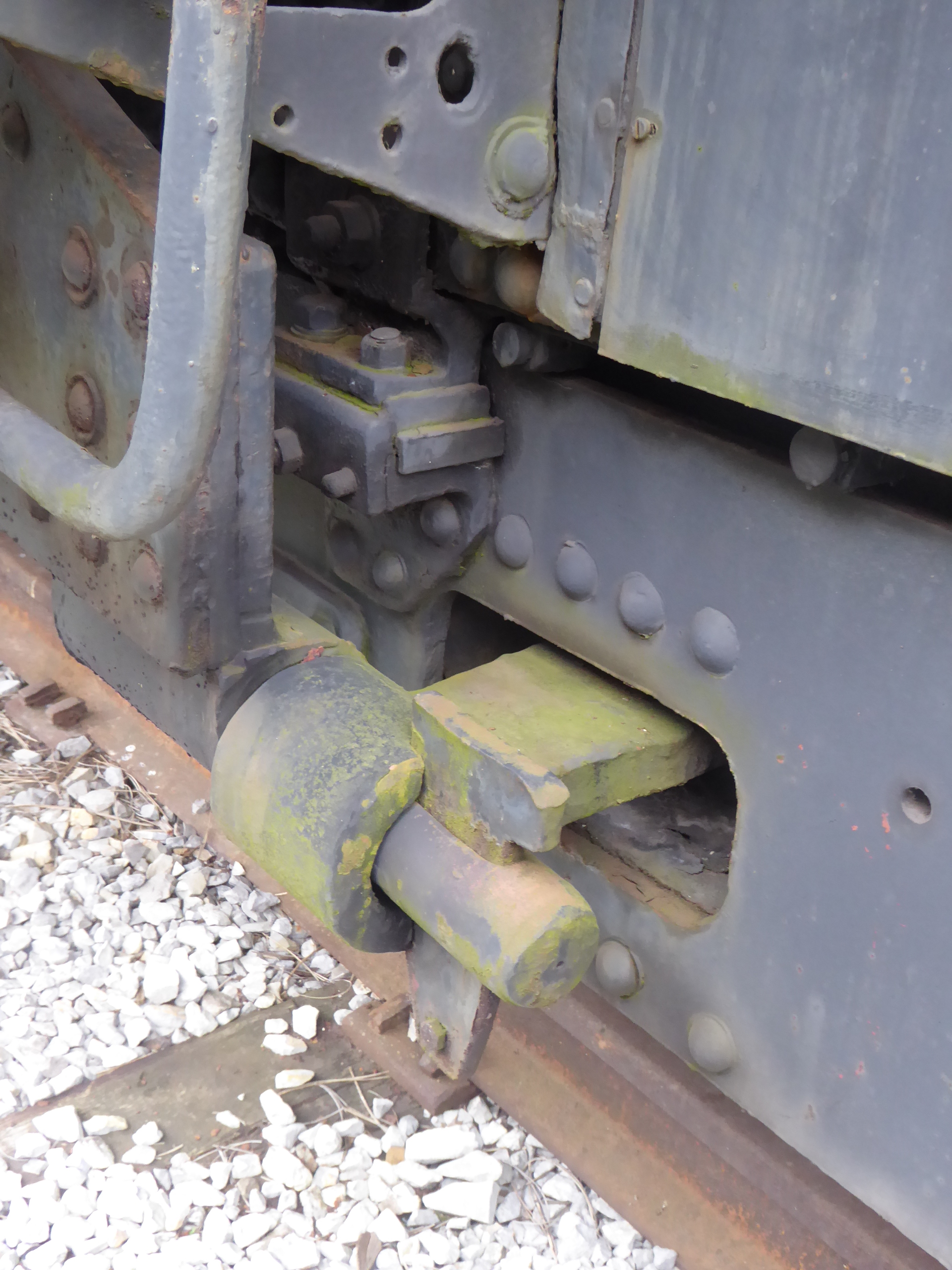
テンダーは火室下部で機関車本体と接続される
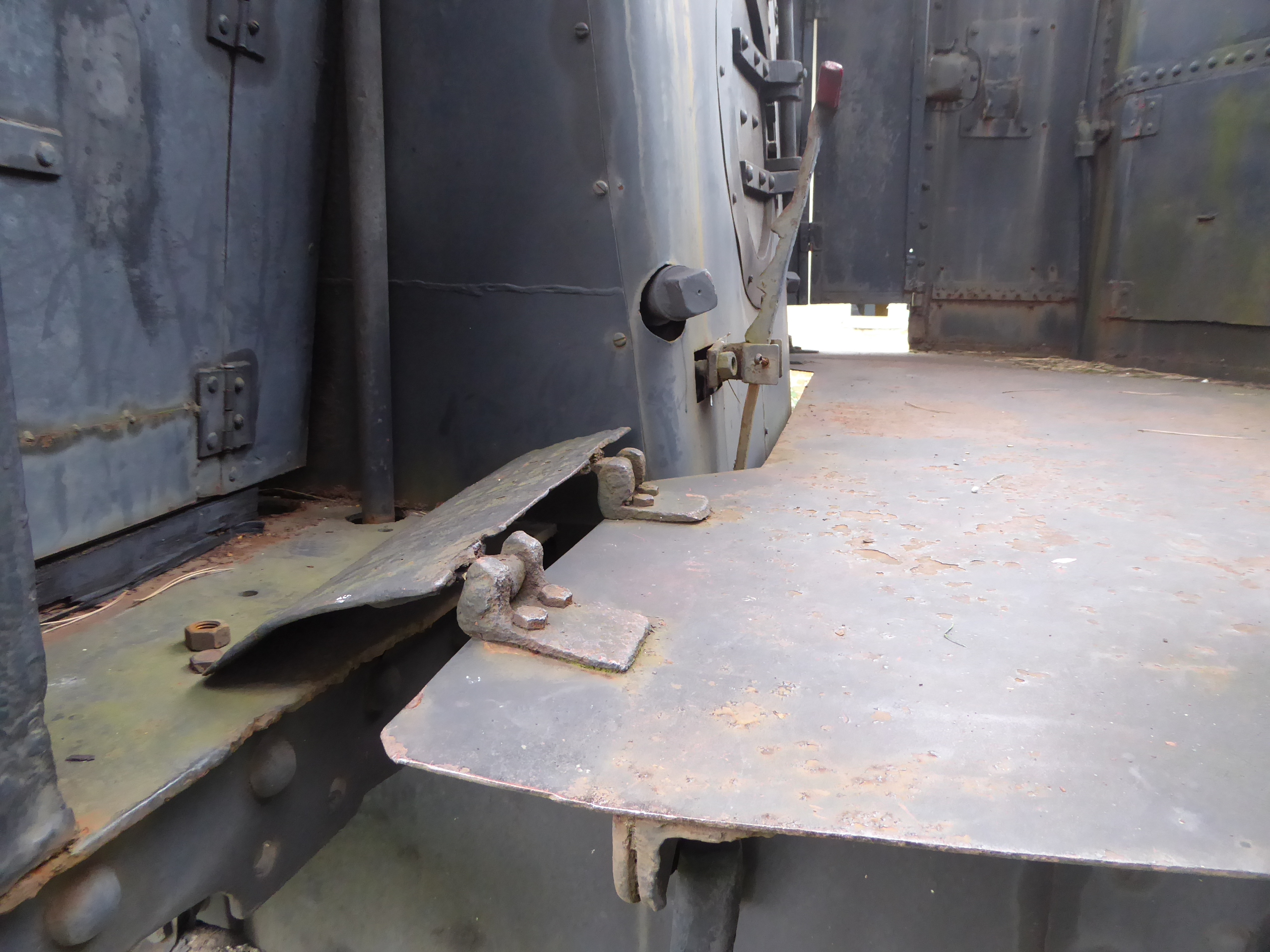
運転室内、運転室床はテンダー側に設置される
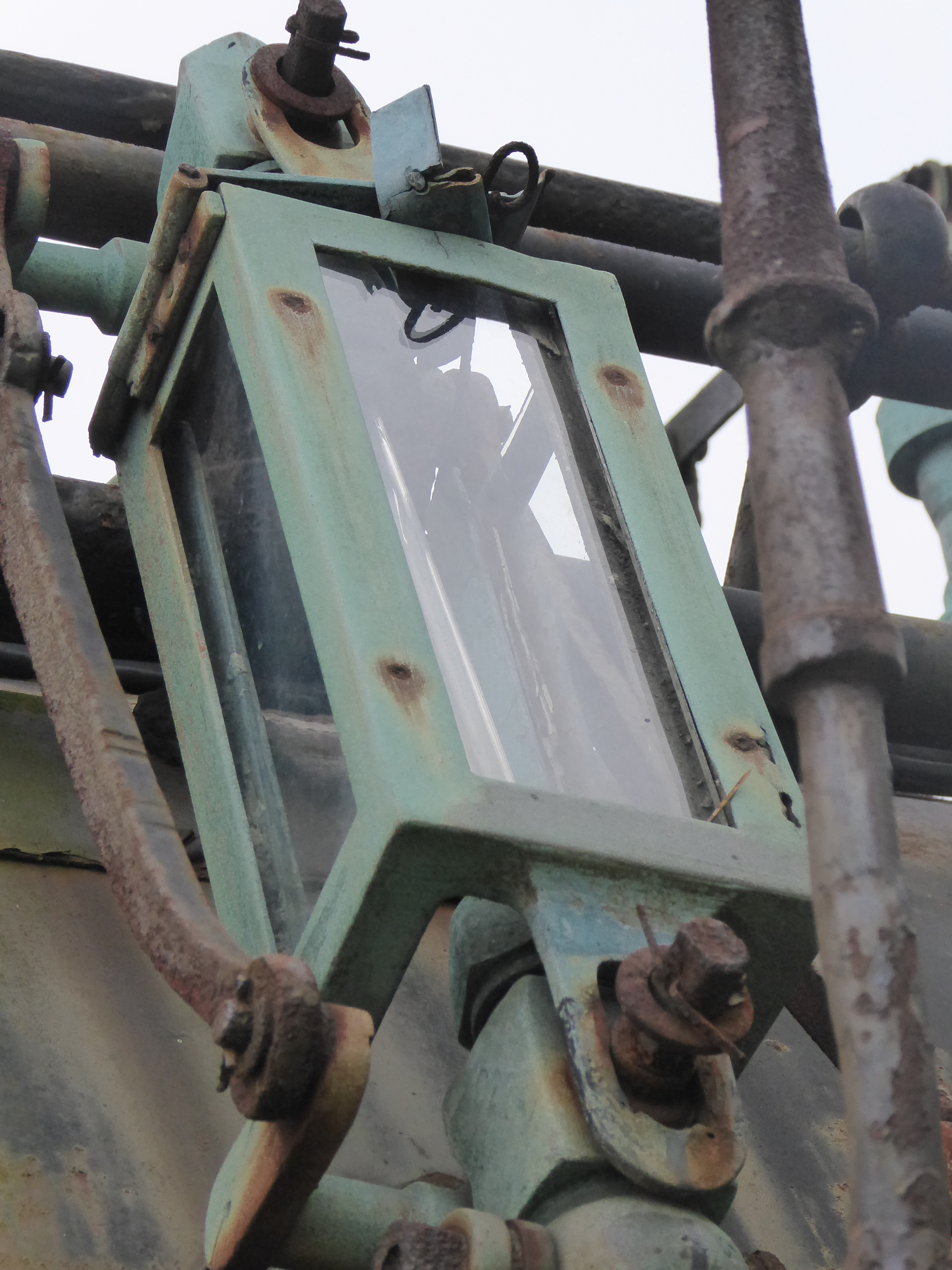
勾配区間での水面の傾きに対応するため、ボイラー中央部に水面計が設置される
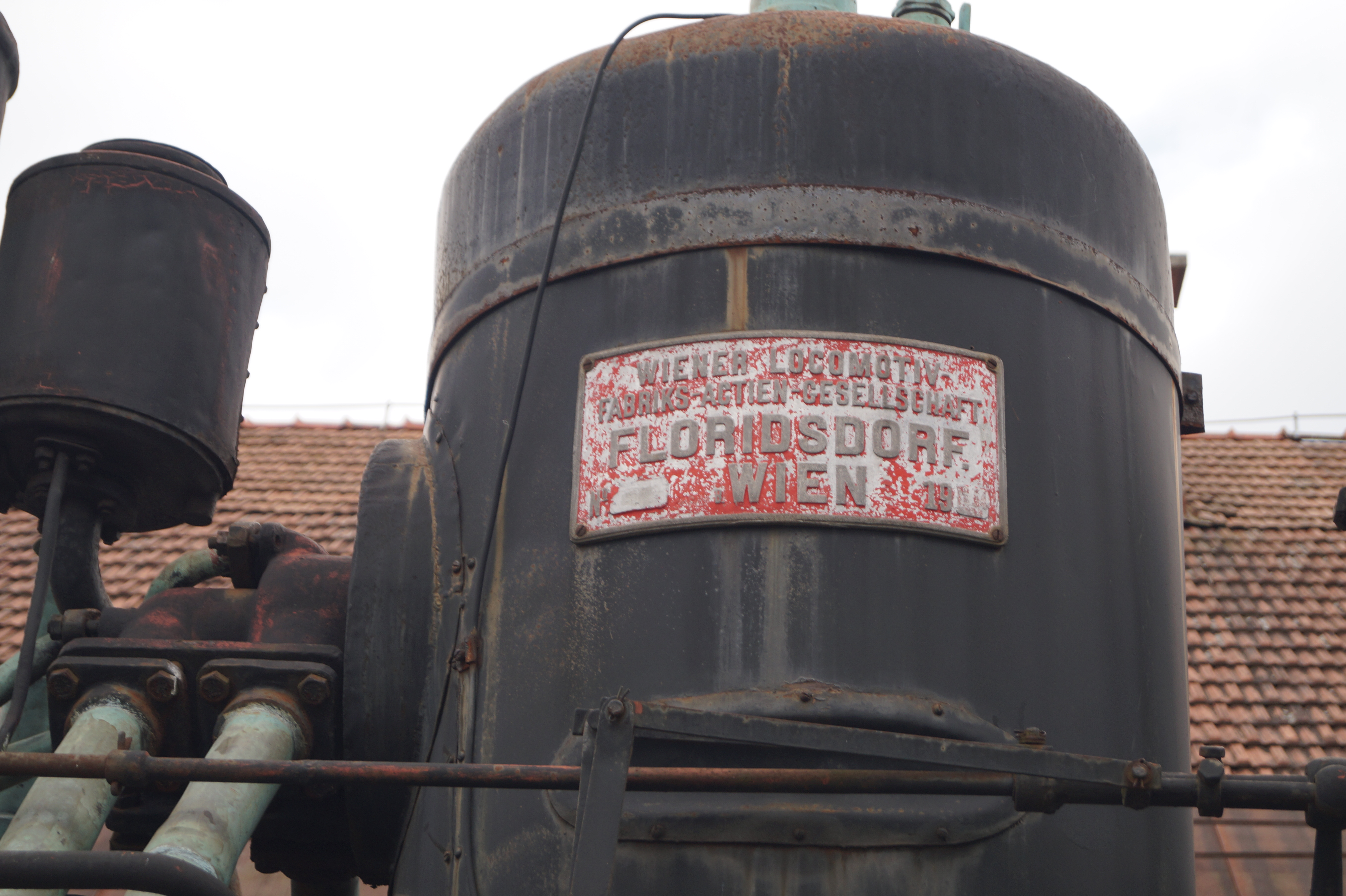
97-028号機（旧IIIc5形728号機）の製造銘板

### 主要諸元
- 軌間：760mm
- 方式：4シリンダ、飽和蒸気式テンダ機関車
- 軸配置：Czz2t
- 最大寸法：全長10143mm、全高3460mm
- 全軸距：6940mm
- 固定軸距：1175mm+1170mm=2345mm
- 動輪径：800mm
- 従輪径：650mm
- ピニオン有効径：688mm
- 自重：自重/運転整備重量：27.2t/36.8t[13]
- 粘着重量：24t
- 最大軸重：8t
- ボイラー
  - 火格子面積/火室伝熱面積/全伝熱面積：1.66m2/6.88m2/88.00m2[14]
  - 使用圧力：12kg/cm2
  - 小煙管：180本、42mm×3455mm（径×長さ）
- 粘着式駆動装置
  - シリンダ：340mm×450mm（径×ストローク）
  - 弁装置：ジョイ式
- ラック式駆動装置
  - シリンダ：360mm×360mm（径×ストローク）
  - 弁装置：ジョイ式
- 性能
  - シリンダ牽引力：47kN
  - 粘着牽引力：32kN
  - 牽引トン数：120t（列車トン数160t、60パーミル）、150t（列車トン数190t、45パーミル）
  - 最高速度：粘着区間30km/h、ラック区間10km/h
- 水搭載量：3.5m3
- 石炭搭載量：3.4m3
- ブレーキ装置：手ブレーキ、真空ブレーキ、反圧ブレーキ

## 運行
- ネレトヴァ線はサヴァ川のボスニア・ヘルツェゴビナの首都でボスニアの中心都市でもあり、さまざまな歴史的出来事で知られるサラエヴォから、ネレトヴァ川沿いでヘルツェゴビナ北部の都市であるコニツ、同じくネレトヴァ川沿いのヘルツェゴビナの中心都市で、世界遺産のスタリ・モストで知られるモスタルを経由して、ボスニア・ヘルツェゴビナ-クロアチア国境を越えた国境の街であるメトコヴィチに至る全長178km、760mm軌間、最急勾配は粘着区間15パーミル、ラック区間60パーミルの路線である。途中最高地点876.2mのイヴァン峠を超えるPazarić - コニツ間にそれぞれ0.9km、10.8km、15.1kmラック区間があり、最急勾配はそれぞれ30パーミル、60パーミル、60パーミルとなっている。なお、イヴァン峠はボスナ川とネレトヴァ川の流域を分けるものであるが、前者ははサヴァ川に合流したのちベオグラードでドナウ川に合流して黒海に至るもの、イヴァン峠を越えたネレトヴァ川はアドリア海に至るものとなっている。
- スプリト線は、ボスナ線から分岐するラシュヴァから、かつてオスマン帝国ボスニア州の首府であったトラヴニク、ヴルバス川沿いの街であるドニ・ヴァクフを経由して同じくヴルバス川沿いの山林地帯の街であるブゴイノに至る全長70.8km、760mm軌間、最急勾配は粘着区間15パーミル、ラック区間45パーミルの路線で、途中最高地点779mのコマル峠を超える路線である。なお、スプリト線のラック区間の最急勾配の45パーミルはラック式鉄道では最も緩い勾配に類するものとなっており、1893年にはこの区間を粘着式蒸気機関車で走行するためにVc6形（後の191形）が試作されている。この機関車は車軸配置E1'tで第1動輪と第5動輪にクローゼ式輪軸操舵機構を装備してテンダーの変位に応じて動輪が曲線に合わせて転向するものであったが、軌道への影響が大きく量産には至っていない。
- ボスニアゲージはオーストリア＝ハンガリー帝国内、特にバルカン半島の狭軌鉄道に1870年代以降広く採用されていた狭軌鉄道向けの軌間であり、二重帝国軍用鉄道と同じ760mm軌間として、有事の際には軍用鉄道として運行もしくは直通運行をしたり、本国から軍用鉄道の機材を持込んで運行したりできるよう考慮されたもので、ボスニア・ヘルツェゴビナだけでも約1500kmの路線網となっており、使用される蒸気機関車も本国のものと共通のものが導入される事例があった。
- その後ネレトヴァ線のラック区間は、1931年に開業した全長3221mのイヴァントンネルを含む新線、1935年に開業した勾配区間を迂回する新線により一部が粘着式に転換されている。なお、これらの新線は将来の標準軌への改軌を見越して、1435mm軌間に対応する建築限界で建設されているが、その後1963年より新たに並行する標準軌の新線の建設が開始され、1966年にサラエヴォ-プロチェ線として開業し、ネレトヴァ線は廃止となっている。
- 本形式は導入後両線の主にラック区間を通過する列車の牽引に使用されており、IIIb4形（ユーゴスラビア国有鉄道195形）601-608号機および、1906年に導入されたマレー式・ラック式機関車であるVIc7形（ユーゴスラビア国有鉄道196形）751-752号機とともに引続きネレトヴァ線およびスプリト線で使用されていたが、両形式は1930年代に廃車となってラック区間は97形のみによる運行となり、ネレトヴァ線では同線が廃止となった1966年まで、スプリト線では同線が廃止となった1975年まで運行されていた。
- ユーゴスラビア国有鉄道における1960年代のネレトヴァ線はサラエヴォからメトコヴィチの1駅手前のガベラから分岐してアドリア海沿岸でアドリア海の真珠で知られるドゥブロヴニクに至る区間で運行されており、所要時間約10時間の昼行急行列車1-2往復、夜行急行列車1往復程度をはじめとする列車が運行されており、ラック区間は97形が、粘着区間は83形、85形などが列車を牽引していたほか、ディーゼル機関車、気動車なども使用されていた。
- 廃車後は4機が静態保存されている。このうち、オーストリアの鉄道車両保存団体であるClub 760では760mm軌間の蒸気機関車、ディーゼル機関車を多数保有してオーストリア国内の複数の路線で動態保存機で観光列車を運行し、静態保存機を博物館で展示しており、旧ボスニア・ヘルツェゴビナ国鉄の機体も83-076号機と73-019号機（旧IIIb5 169号機）が動態保存、本形式でも97-029号機（IIIc5 729号機）が静態保存されているほか、旧ユーゴスラビア鉄道の1932-1937形の1932号機も動態保存されている。このほか、スロベニアのリュブリャナやドイツのフライラッシングの博物館、トラヴニクで静態保存されている。

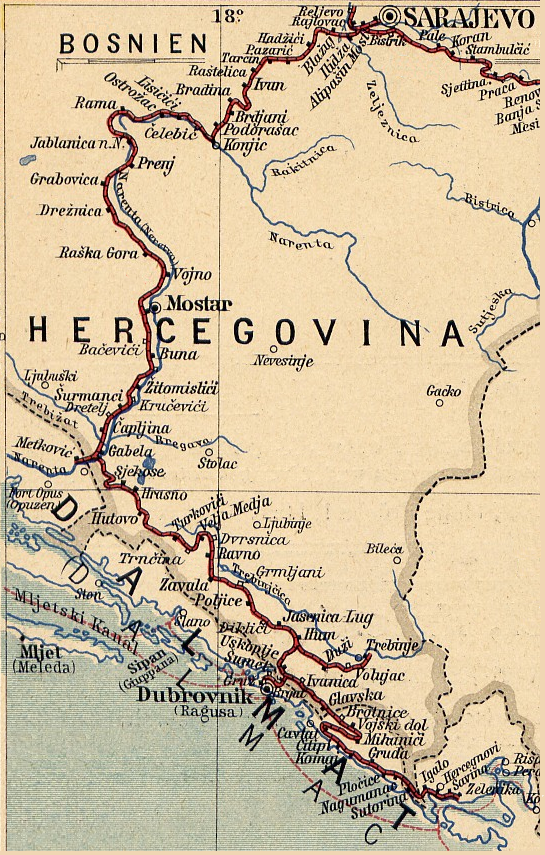
ネレトヴァ線の路線図
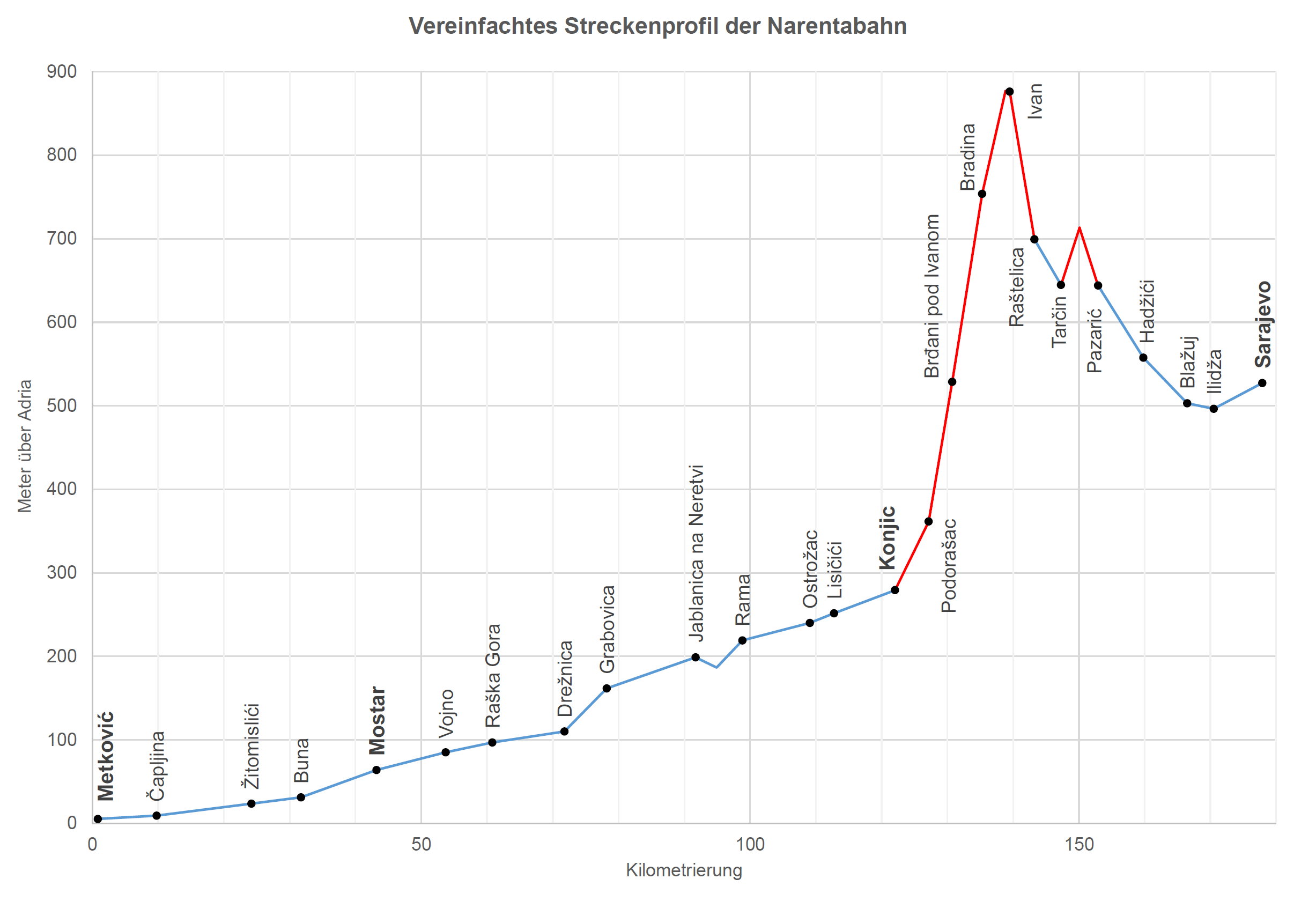
ネレトヴァ線の線路高低図、赤色の区間のうち26kmがラック式区間
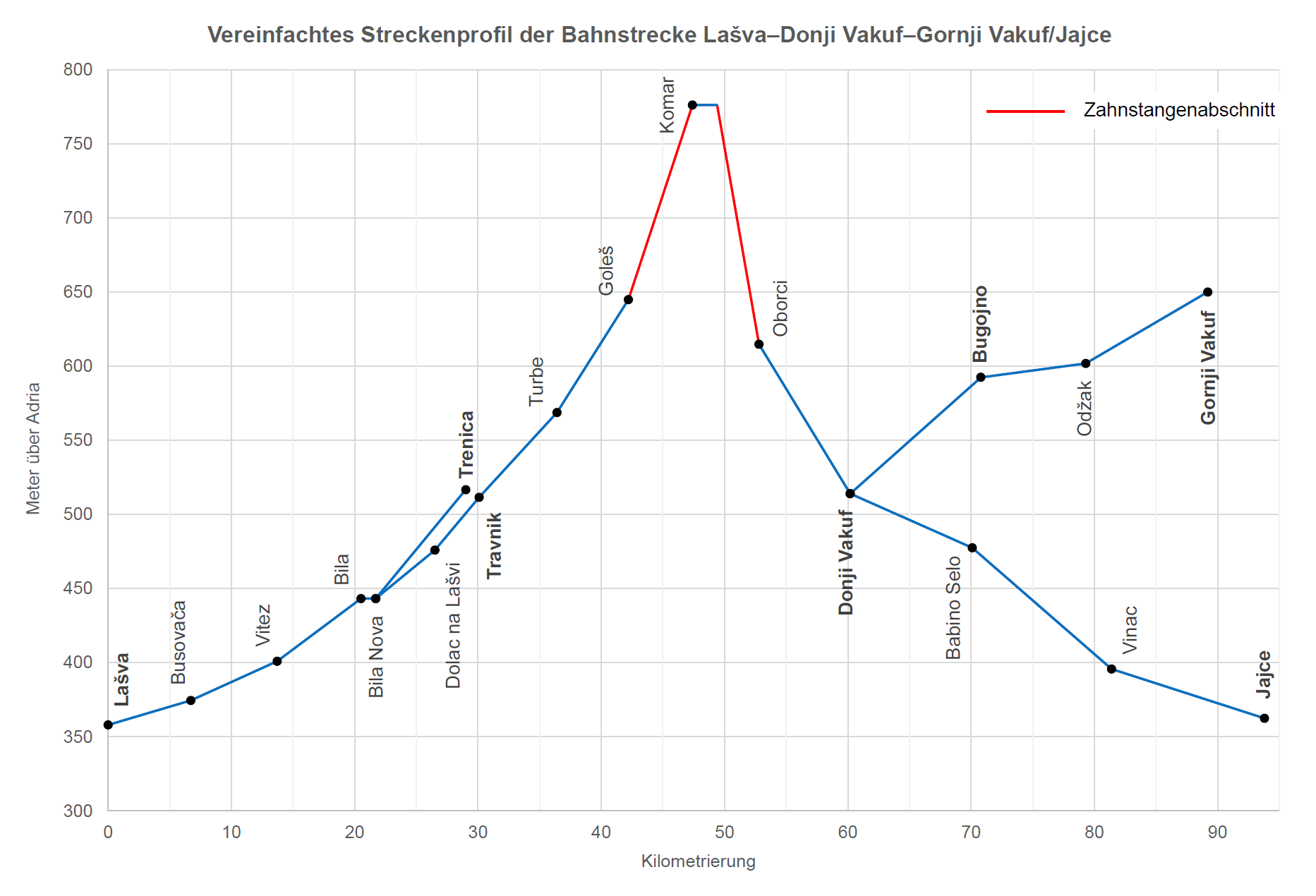
スプリト線の線路高低図、同じく赤色の区間のうち一部がラック式区間
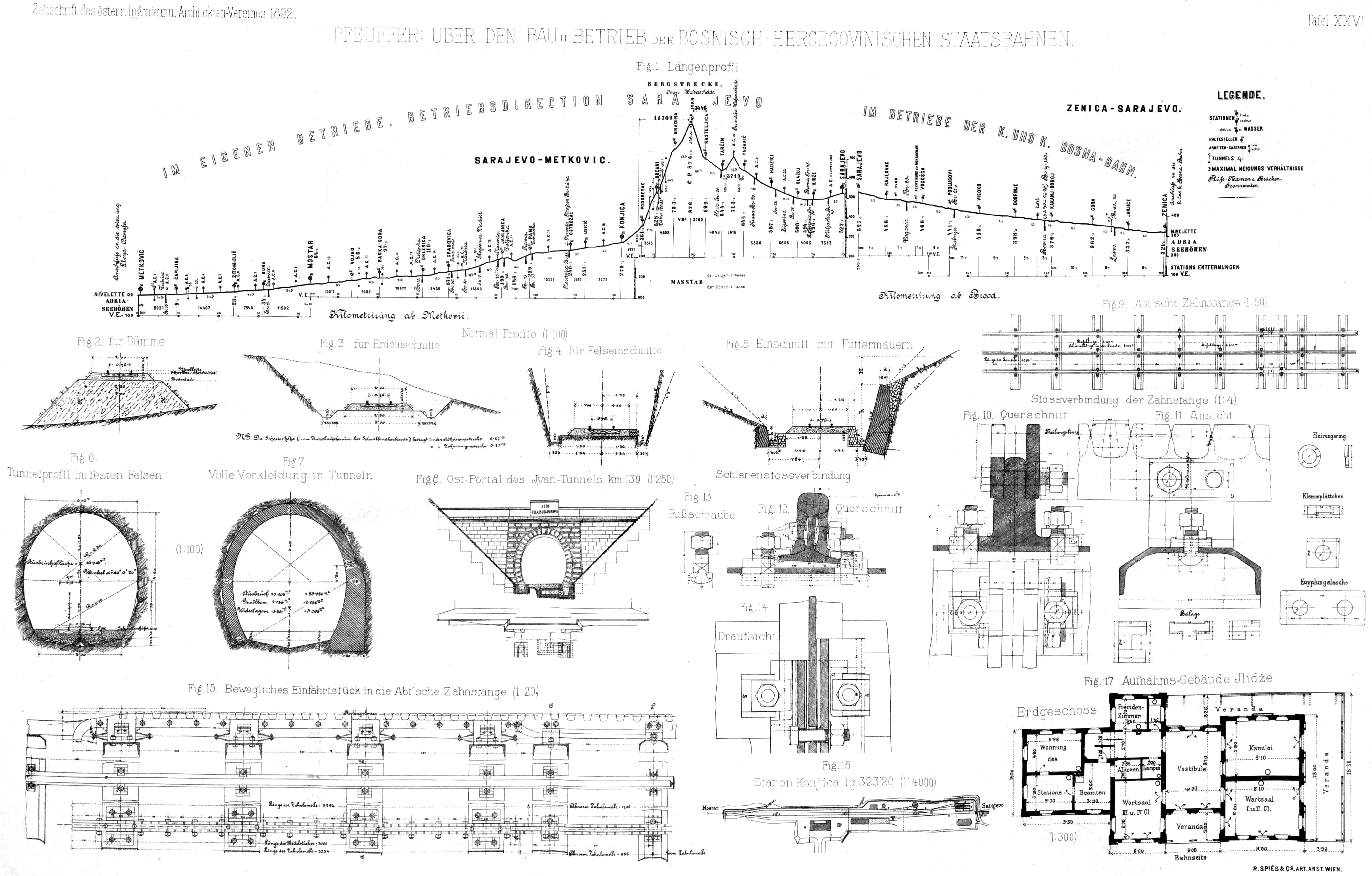
ネレトヴァ線の線路高低図および軌道敷き、ラックレール、トンネルなどの図面
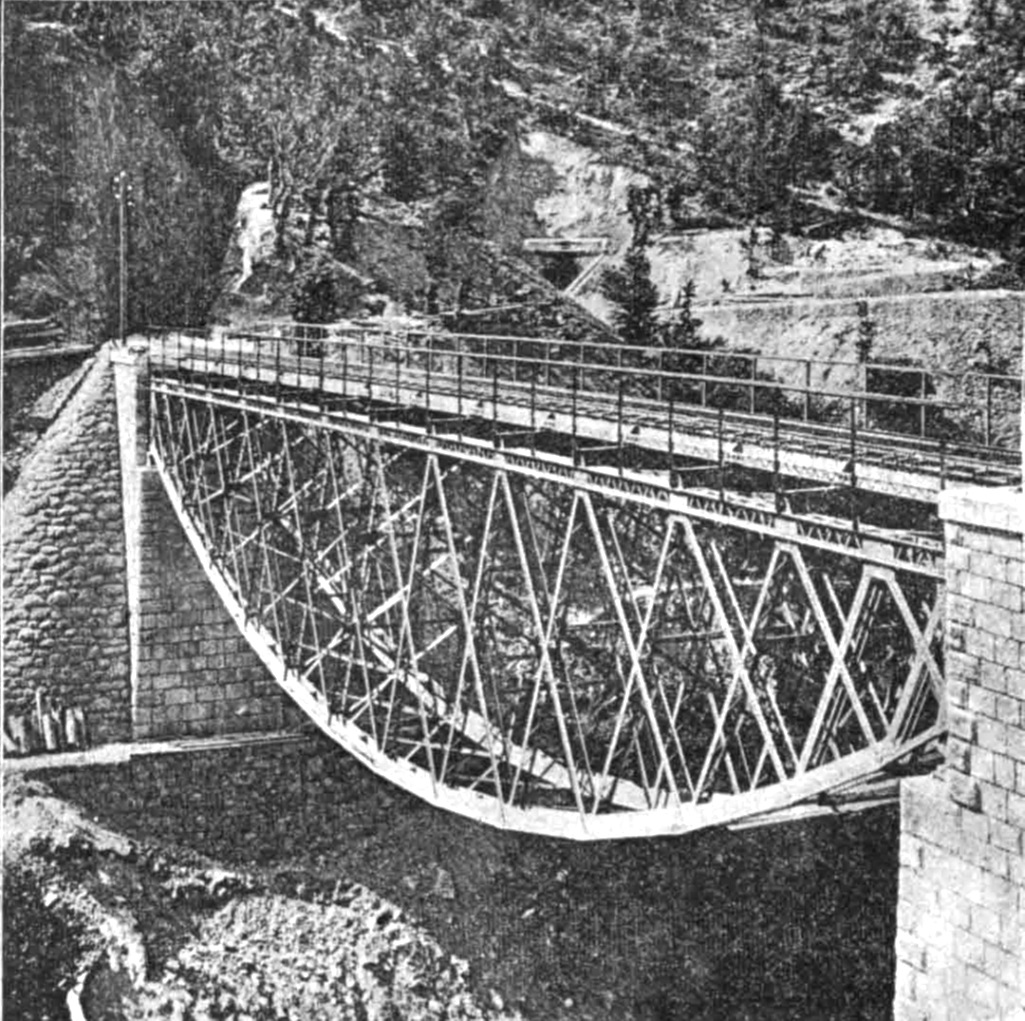
ネレトヴァ線のラック式区間にかかるLuka橋
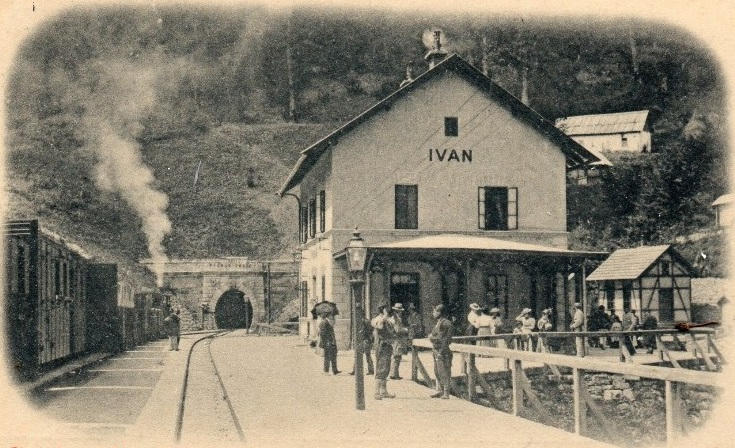
ネレトヴァ線のイヴァン峠手前のイヴァン駅に停車する列車
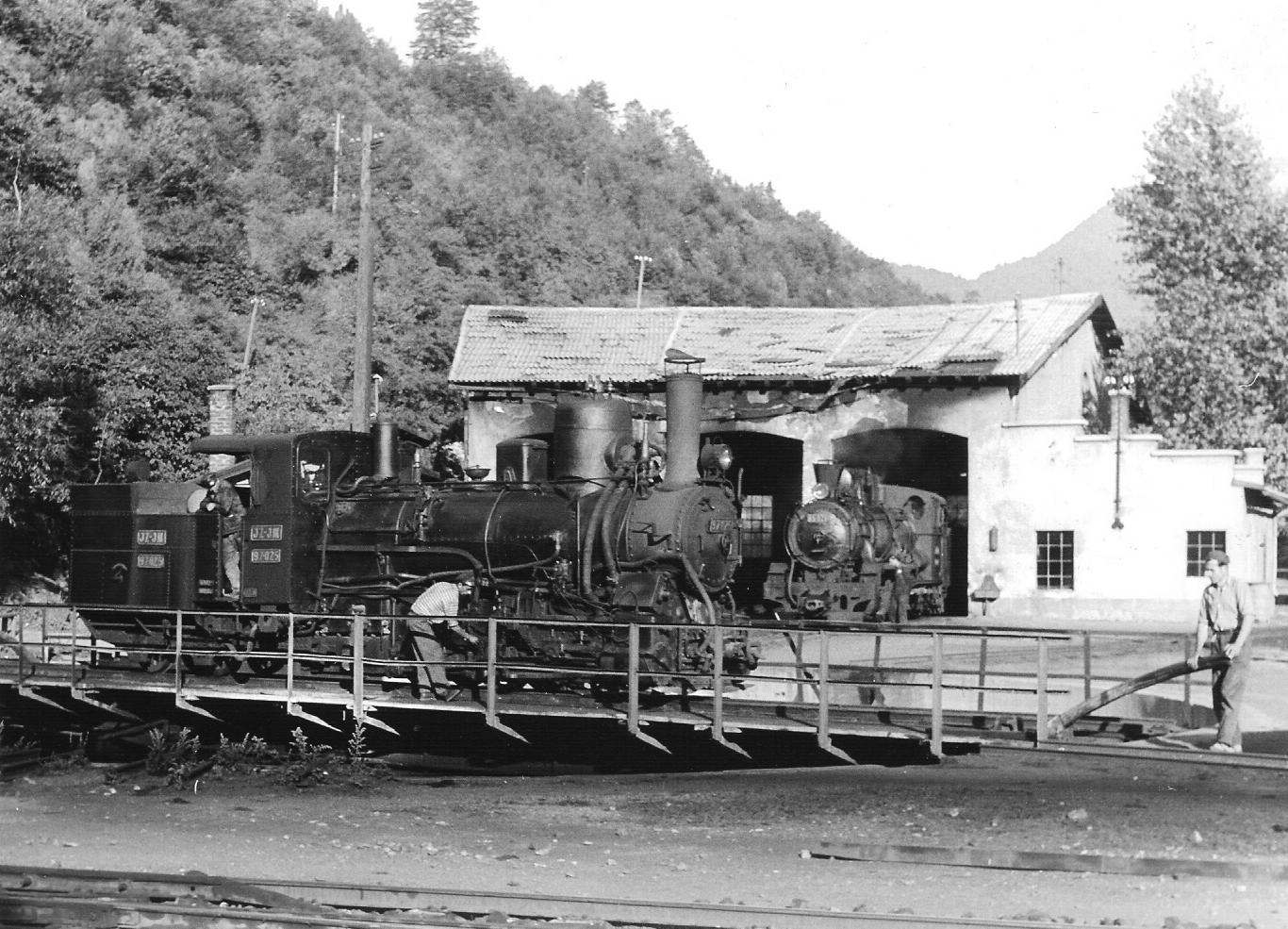
イヴァン駅の機関庫で転車台に乗る97形、庫内の機体は粘着区間用の85形、1965年